# Union Bay Natural Area
Das Union Bay Natural Area (UBNA) in Seattle im US-Bundesstaat Washington, auch Union Bay Marsh genannt, ist der renaturierte Rest der nach dem Bau des University Village Shopping Center, der Sportanlagen der University of Washington (UW) und ihres Hauptparkplatzes (E1) aufgefüllten früheren Union Bay und Union Bay Marsh. Es liegt am Ostende des Haupt-Campus der UW, südlich der NE 45th Street und westlich des Stadtteils Laurelhurst. Der Ravenna Creek ist mit dem University Slough (einem Entwässerungskanal) verbunden, und erzeugt so eine Verbindung zwischen der Union Bay und dem Lake Washington. Der Entwässerungskanal ist eine von drei oder vier offenen Wasserflächen, die rund um die Union Bay Marsh mit dem Lake Washington verbunden sind. Der Kanal erstreckt sich von der NE 45th Street zwischen dem Golfplatz und dem IMA Sports Field 1 südlich bis zur Bucht und am Baseballfeld Husky Ballpark (nordöstlich des IMA-Gebäudes) entlang. Der Entwässerungskanal, der das Wasser des Ravenna Creek über das UBNA zur Union Bay führt, wird auch University Slough genannt.

## Flora und Fauna
Die kleinen Grünflächen, bescheidenen Teiche und das Seeufer des UBNA bieten Vögeln (wie Ohrenscharben, Kanadareihern und Adlern) Rückzugsorte; Schildkröten und Frösche können beobachtet werden. Das UBNA ist für seine vielfältigen Lebensräume bemerkenswert; dazu gehören ein See von ansehnlicher Größe, kleine Tümpel mit permanenter Wasserführung wie auch temporäre Tümpel, Gehölze, Prärie-Flächen und Sumpf-Löcher. Die Übergänge zwischen diesen Lebensräumen sind insbesondere für Vogelbeobachter attraktiv, die mehr als 150 Vogelarten nachgewiesen haben.

## Geschichte
Der Kanal oder das Delta war Teil des Union Bay Marsh Renaturierungsprojekts eines Feuchtgebietes, das durch die Öffnung des Montlake Cut im Zuge des Baus des Lake Washington Ship Canal (1916) entwässert und durch den dabei entstandenen Aushub aufgefüllt wurde, der Heimat von J. P. Patches, eines beliebten Fernseh-Clowns, der hier von 1958 bis 1981 wohnte. Früher wurde das Gebiet als Montlake Landfill, University Dump, oder Ravenna Landfill bezeichnet und wurde von der City of Seattle von 1911 bis 1966 als Hausmüll-Deponie für Siedlungs- und Industrieabfälle genutzt. (Deponien wurden 1911, 1920 und 1926 eröffnet und für die Öffentlichkeit 1966 oder 1967 geschlossen. Fünf Jahre später wurden die Deponien mit 2 ft (0,6 m) sauberen Bodens abgedeckt. Der größte Teil der Fläche wurde vom University Village (1956), den Sportanlagen der UW, Gebäuden und dem Hauptparkplatz (E) überbaut; den Rest bildet das UBNA, allgemein „the fill“ (deutsch Aufschüttung) genannt.

## Renaturierung

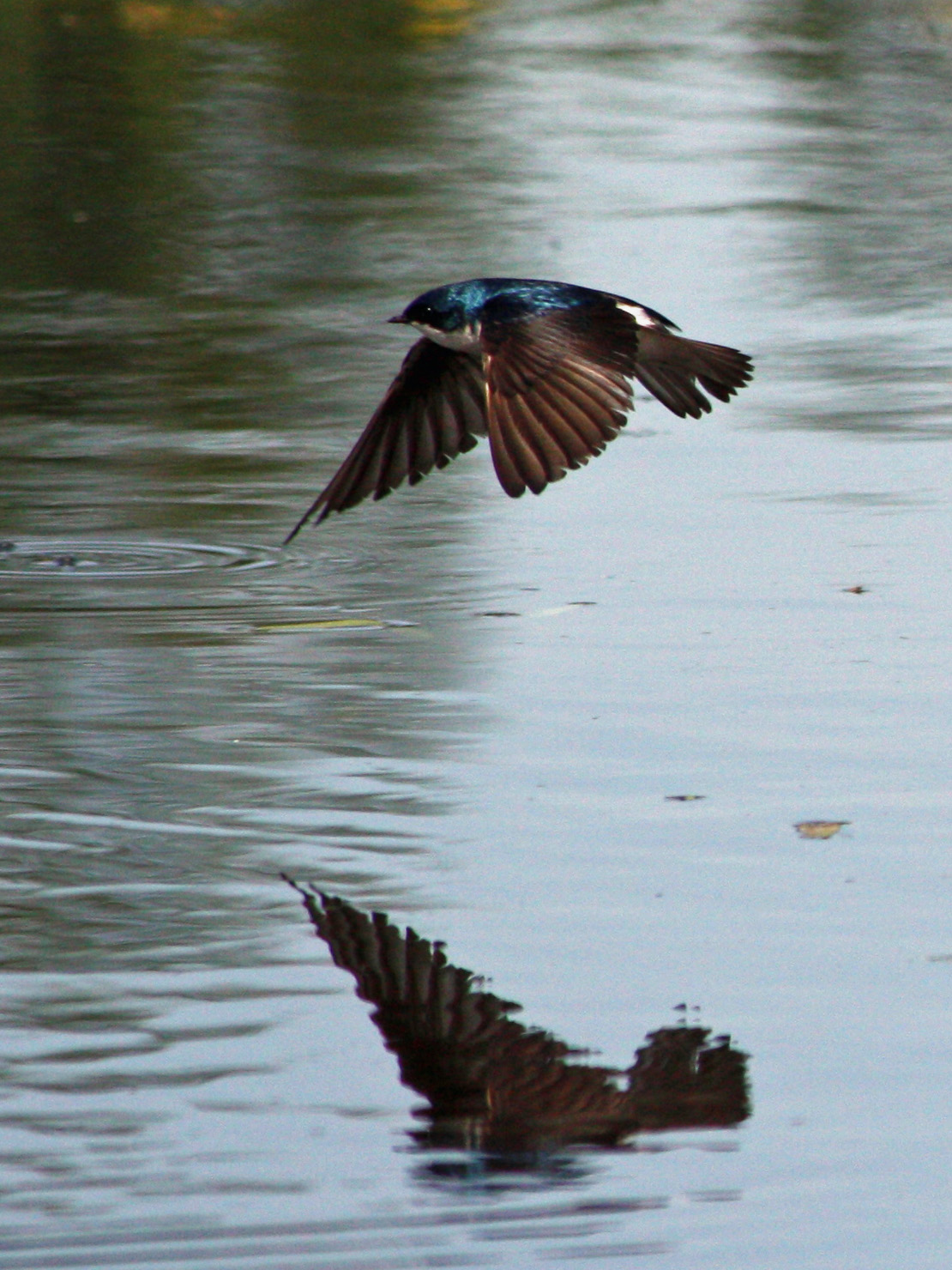
Sumpfschwalbe (Tachycineta bicolor) über dem South Pond

Vor der Absenkung des Lake Washington im Jahre 1916 flossen der Ravenna Creek und der Yesler Creek nördlich von der Stelle in das Delta, an welcher der Kanal heute beginnt, und die Flächen, durch die der Kanal dann fließen würde, liegen unter dem Niveau der Union Bay. Der Burke-Gilman Trail folgt dem Verlauf der Trasse der Seattle, Lake Shore and Eastern Railway entlang dem ursprünglichen Ufer der Union Bay hinter dem UW-Kraftwerk und dem University Village. Die Renaturierungsarbeiten wurden 2006 mit einem Projekt abgeschlossen, das den teilweise wieder entrohrten Ravenna Creek bis zur Union Bay führt, indem er unterirdisch bis zum Kanal geführt wird, so dass der obere Abschnitt von einem weitgehend stagnierenden Fließgewässer bis zum Ausfluss zu einem von Seattles teilweise renaturierten urbanen Bächen wurde. Die weitere Entrohrung vom Südosten des Ravenna Parks bis zur UW und dem UBNA wurde von den Eigentümern des University Village verhindert.
Das UBNA gehört dem Staat Washington und wird unter der Ägide der University of Washington gehalten; der Zugang ist reglementiert. Teile des Gebietes sind während der Park-Stunden geöffnet, während der Zugang zu anderen Abschnitten unerwünscht ist. Dies gilt für einige dieser Regionen nur saisonal, z. B. zum Biotop- oder Artenschutz.
Viele Renaturierungsprojekte werden auf dem Gebiet des UBNA durchgeführt. Die Elimination invasiver Arten wie der Armenischen Brombeere (Rubus armeniacus) und der Acker-Winde (Convolvulus arvensis) ist Teil ständiger Bemühungen zur Annäherung an einen natürlichen Zustand im Gebiet. Freiwillige haben daran einen erheblichen Anteil.